# حزب توده ایران
حزب تودهٔ ایران یک حزب سیاسی کمونیستی در ایران است. این حزب به عنوان مدعی سوسیال دموکراسی عهد  جنبش مشروطه و حزب کمونیست ایران در ۱۰ مهر ۱۳۲۰ در تهران بنیان‌گذاری شد و در تاریخ معاصر ایران سازمان اصلی چپ محسوب می‌شود. بنیان‌گذاران حزب تودهٔ ایران چند تن از روشنفکران و فعالان چپ‌گرا و ملی‌گرای ایران نظیر سلیمان اسکندری، احسان طبری و رضا روستا بودند که اغلب در دورهٔ رضاشاه تحت پیگرد یا در زندان بودند.
حزب تودهٔ ایران در زمان تاسیس به یکی از بازیگران اصلی صحنهٔ سیاسی کشور تبدیل شد. این حزب در ابتدا متشکل از آزادی‌خواهان، مبارزان و فعالان سیاسی برجسته بود، اما به‌مرور زمان و در پی برخی سیاست‌ها از جمله پیروی از خط‌مشی اتحاد جماهیر شوروی و شیوهٔ رهبری متمرکز، با شکاف‌هایی درون‌حزبی مواجه شد. نخستین مورد اختلاف، حمایت نمایندگان حزب در مجلس چهاردهم از اعطای امتیاز نفت شمال به شوروی بود. همچنین، حزب از خودمختاری آذربایجان در دورهٔ اشغال ایران توسط ارتش شوروی حمایت کرد که موجب مخالفت‌های گسترده‌ای با این حزب شد. در دورهٔ پانزدهم مجلس شورای ملی، حزب توده که خواهان حفظ امکان واگذاری امتیاز نفت شمال به شوروی بود، با نهضت ملی‌شدن صنعت نفت و جبههٔ ملی ایران مخالفت کرد. در دی‌ ۱۳۳۱، تصمیم دولت محمد مصدق مبنی بر عدم تمدید امتیاز ماهی‌گیری شوروی در دریای خزر، با واکنش انتقادی حزب مواجه شد.
پس از کودتای ۲۸ مرداد ۱۳۳۲ و افشای سازمان افسران حزب، سرکوب گسترده‌ای علیه آن صورت گرفت؛ تعدادی از افسران آن اعدام شدند و برخی دیگر به زندان، تبعید یا شکنجه محکوم گردیدند. با وجود غیرقانونی اعلام شدن حزب از سال ۱۳۲۷، فعالیت‌های مخفی آن ادامه یافت و بخشی از رهبران و کادرهای آن به کشورهای شوروی و آلمان شرقی مهاجرت کردند. در جریان انقلاب ۱۳۵۷، حزب توده از انقلاب حمایت کرد و در سال‌های ابتدایی پس از انقلاب، از برخی مسئولان مانند صادق خلخالی حمایت علنی به‌عمل آورد. با این‌حال، در سال ۱۳۶۲ و در پی مخالفت با ادامهٔ جنگ ایران و عراق پس از آزادسازی خرمشهر، به اتهام تلاش برای کودتا و جاسوسی  با سرکوب گسترده‌ای مواجه شد. بسیاری از اعضا، رهبران و کادرهای آن بازداشت، اعدام یا تبعید شدند.
در سال ۱۹۸۲، ولادیمیر کوزیچکین، مأمور کاگ‌ب در سفارت شوروی در تهران، از ایران گریخت و به بریتانیا پناهنده شد. بر پایهٔ برخی منابع، گزارش‌ها و اسنادی که او در اختیار سازمان اطلاعات بریتانیا قرار داد، نقش مؤثری در شناسایی و تضعیف سازمان‌های مخفی حزب توده در ایران ایفا کرد. در پی سرکوب‌های دههٔ ۱۳۶۰، حزب از فعالیت علنی در ایران بازماند. امروزه بخشی از اعضای آن در خارج از کشور، به‌ویژه در اروپا، به فعالیت خود ادامه می‌دهند. حزب تودهٔ ایران در حال حاضر با شعارهایی نظیر «طرد رژیم ولایت فقیه» و «تشکیل جبههٔ واحد ضد دیکتاتوری برای آزادی، صلح، عدالت اجتماعی و برپایی جمهوری ملی و دموکراتیک» به فعالیت خود ادامه می‌دهد.

## اهداف و برنامه‌ها
در اساسنامهٔ این حزب که در مهرماه ۱۳۸۲ به تصویب کنگرهٔ مرکزی رسیده این‌گونه نوشته شده که «هدف نهایی حزب تودهٔ ایران، استقرار سوسیالیسم در ایران است و نخستین گام در راه تحقق این هدف را، برقراری حکومت دموکراتیک می‌داند، که زمینهٔ استقرار آزادی، استقلال، صلح و عدالت اجتماعی را در جامعه فراهم آورد. این در حالی است که این حزب برای زمانی طولانی، شوروی را کشوری سوسیالیستی می‌پنداشت و روابط نزدیکی با حزب کمونیست شوروی داشت،»
ایرج اسکندری در یادداشتی خطاب به نخستین کنگرهٔ حزب در ۱۳ شهریور ۱۳۲۳ در روزنامهٔ رهبر می‌نویسد: «هدف حزب توده متحدکردن توده‌ها، کارگران، دهقانان، تجار، صنعتگران و روشنفکران مترقی است. البته این طبقات از نظر اقتصادی تفاوت دارند؛ مثلاً، در حالی‌که کارگران چیزی غیر از نیروی کار خود ندارند، صنعتگران کنترل ابزار تولیدشان را در دست دارند و دهقانان هم قطعه زمینی دارند یا در آرزوی به دست آوردن آن هستند؛ ولی در ایران معاصر، این اختلاف تحت‌الشعاع مبارزهٔ مشترک علیه امپریالیسم، زمین‌داران غایب، سرمایه‌داران استثمارگر و صاحبان چپاول‌گر صنایع قرار گرفته است. وظیفهٔ ما متحدکردن طبقات استثمار شده و ایجاد حزبی متشکل از توده‌هاست.»

## سلسله مراتب رهبری حزب
سلسله مراتب رهبری حزب به ترتیب از بالا به شرح زیر است:
- کنگرهٔ حزب و در فاصلهٔ دو کنگره:
- هیئت دبیران
  - دبیر اول
  - دبیر دوم - مسئول تشکیلات کل
  - دبیر سوم - دبیر سیاسی و مسئول نامه مردم
  - مسئول شعبهٔ کل ایدئولوژیک
  - مسئول روابط عمومی و روابط بین‌الملل
  - مسئول شعبهٔ اطلاعات
  - سایر اعضای هیئت دبیران
- هیئت سیاسی شامل اعضای هیئت دبیران و سایر اعضای هیئت سیاسی است.
- کمیتهٔ مرکزی
  - اعضای اصلی: شامل اعضای هیئت سیاسی و سایر اعضای اصلی کمیتهٔ مرکزی است.
  - اعضای مشاور

## دههٔ ۲۰ و انحلال
در نخستین انتخابات آزاد پس از سقوط رضاشاه در سال ۱۳۲۱ حزب توانست به موفقیت چشمگیری دست یابد و ۸ نفر از نامزدهای آن در تبریز، اصفهان، گیلان و تهران توانستند به مجلس چهارم راه یابند. در آن مجلس ۸۰ نفری، نمایندگان توده ای توانستند فراکسیون بانفوذی را تشکیل دهند. حزب توده در سال‌های پس از جنگ جهانی دوم که اتحاد شوروی در صحنهٔ بین‌المللی حضور خود را اعلام داشت، توانست به سرعت به عنوان یک حزب منسجم در صحنهٔ سیاست و فرهنگ ایران حضور یابد و در کشمکش با جریان‌های متمایل به بریتانیا و آمریکا این دوران تاریخی را رقم زند. حزب پس از بنیان‌گذاری با استقبال بسیاری روبرو شد و توانست کارگران و دانشجویان و زنان را سازماندهی کند. بسیاری از روشنفکران نیز به سوی حزب جلب شدند. بنیان‌گذاران افرادی نظیر سلیمان اسکندری، ایرج اسکندری، بزرگ علوی، انور خامه‌ای، عبدالصمد کامبخش، احسان طبری، آرداشس آوانسیان، خلیل ملکی، فریدون کشاورز، عبدالحسین نوشین، رضا رادمنش و رضا روستا بودند.
همسویی حزب با شوروی و دفاع آن از کمونیسم (گرایش استالینیستی) موجب خروج برخی مخالفان از صفوف حزب شد و پس از شکست فرقهٔ دموکرات انشعابی در حزب رخ داد و گروهی از روشنفکران به رهبری خلیل ملکی حزب را ترک کردند و بخشی از رهبران حزب به ناچار به خارج از کشور رفتند. محمدرضا شاه پهلوی در بهمن ماه ۱۳۲۷ در دانشگاه تهران مورد سوءقصد قرار گرفت. روایت رسمی این بود که یک متعصب مذهبی وابسته به حزب توده مسئول ترور بوده است.پس از آن دولت حزب توده را منحل اعلام کرد. پس از این اعلان، حزب به فعالیت مخفی روی آورد و بخشی دیگر از رهبران حزب به خارج از کشور رفتند. نورالدین کیانوری در خاطرات خود گفته که توسط یکی از اعضا در جریان قصد فخرایی برای ترور شاه قرار گرفته و ضمن پیگیری ماجرا سیاست حزب و نظر کمیتهٔ مرکزی مبنی بر مغایرت رسیدن به «اهداف انقلاب از راه ترور» را به او اعلام کرده است.
بنا به پژوهش بهمن زبردست که در آن قطعنامه کمیته مرکزی حزب توده ایران، به تاریخ اوّل مارس ۱۹۵۷ برابر با ۱۰ اسفند ۱۳۳۵، دربارهٔ سوءقصد به محمدرضا شاه، بازنشر و در آن دیدگاه رسمی حزب توده دربارهٔ نقش کیانوری در سوءقصد ناصر فخرآرایی به شاه، بررسی شده است، طبق این قطعنامه، کیانوری با وجود اطلاع از ارتباط معاون انتظامات حزب، عبدالله ارگانی، با ناصر فخرآرایی و برنامه‌ریزی او برای سوءقصد به شاه، نه‌فقط وی را مورد توبیخ قرار نمی‌دهد و از عمل بازنمی‌دارد بلکه به بیانات او به‌نحوی سرسری نگریسته و هیئت‌اجرائیه را نیز از این جریان بی‌خبر می‌گذارد. برای همین بی‌انضباطی، کمیتهٔ مرکزی حزب توده، در این قطعنامه، ضمن توبیخ کیانوری و موظف نمودن او به انتقاد از خود، وی را تا زمان جلب اعتماد کمیتهٔ مرکزی، از مشاغل تشکیلاتی در کادر هیئت‌اجرائیه کنار گذاشته و فعالیت‌های حزبی‌اش را به رشته‌های تبلیغی و تدریسی محدود نموده است.
قدرت یافتن حزب در تمامی دههٔ ۱۳۲۰ ادامه یافت و در جریان ملی‌شدن نفت و دولت دکتر مصدق در اوایل دههٔ ۱۳۳۰ حزب توده تبدیل به نیرومندترین، متشکل‌ترین و سازمان یافته‌ترین جریان سیاسی کشور شده بود.

## دولت محمد مصدق
با آغاز نهضت ملی‌شدن نفت و نخست‌وزیری دکتر مصدق، حزب تودهٔ به عنوان یکی از بازیگران صحنهٔ سیاسی ایران به مخالفت با دولت مصدق پرداخته و او را عامل انگلیس و آمریکا اعلام می‌کرد. علت اصلی این مخالفت، تقابل سیاست موازنه منفی مصدق با سیاست حزب توده مبنی بر دادن امتیاز نفت شمال به شوروی بود.
با اینحال دکتر مصدق با وجود تمام خراب کاری‌های حزب توده علیه دولتش واقعاً هیچ مبارزهٔ قاطعی علیه حزب توده نداشت.
بعد از قیام ۳۰ تیر و تلاش برای مقید سازی شاه به لزوم اجرای قانون اساسی حزب توده به صورت محدود از این موضوع حمایت کرد. اما هرگز از دولت مصدق و نهضت ملی‌شدن نفت حمایت کامل نکرد.

## کودتا

دادگاه سران حزب توده

نقشهٔ کودتای ۲۸ مرداد با همکاری بریتانیا و آمریکا طرح شد و پس از چند بار تجدید نظر و مشورت با عناصر اصلی به تصویب رسید؛ ولی در کودتای ۲۸ مرداد ۱۳۳۲ حزب، برخلاف تبلیغات خود در روزهای پیش از آن، نتوانست اقدام مؤثری در مقابله با کودتا کند. پس از کودتای ۲۸ مرداد ۱۳۳۲ و تثبیت ایران در حریم نفوذ غرب، سازمان‌های حزبی تحت تعقیب و سرکوب حکومت قرار گرفتند که به بازداشت و شکنجه و اعدام عده‌ای از توده‌ای‌ها منجر شد. پس از کودتا بخش بزرگی از رهبران حزب تا سال ۱۳۳۶ مجبور به ترک ایران شدند، به بلوک شرق گریختند و بسیاری از آنان تا انقلاب ایران نتوانستند به ایران بازگردند.
حزب توده، هر چند هرگونه نقش و حضور در حیات سیاسی قانونی در ایران را از دست داد، مع‌هذا به عنوان یک جریان فکری به موجودیت خود ادامه داد، به‌نحوی که می‌توان فرهنگ لائیک را که در دههٔ ۱۳۴۰ در ایران شکل گرفت برآیند کنش متقابل فرهنگ غربی و مارکسیستی، در سیمای سخنگویان ایرانی آن، ارزیابی کنیم. این تأثیر به ویژه از طریق روشنفکرانی که در دههٔ ۱۳۲۰ در مکتب فکری و مطبوعاتی حزب توده پرورش یافتند در دههٔ ۱۳۴۰، و در نهادهای فرهنگی کشور اعمال شد.

## پایگاه طبقاتی حزب توده (دههٔ ۱۳۲۰ و ۱۳۳۰)
پشتیبانان اصلی حزب توده، طبقهٔ متوسط حقوق بگیر جامعه و همچنین طبقهٔ کارگر شهری بودند. گرچه حزب، بر تمام اعضای طبقهٔ متوسط، به‌طور گسترده و چشمگیر نفوذ داشت، نفوذ آن در میان مهندسان، استادان دانشگاه و دانشجویان، روشنفکران، به ویژه نویسندگان، زنان دارای تحصیلات نو و همچنین افسران ارتش، بسیار آشکار بود.در سال ۱۳۲۵ و سه سال پس از آغاز فعالیت حزب در دانشکده‌ها، رئیس دانشگاه تهران به سفیر انگلیس گفته بود که «بیشتر چهارهزار دانشجوی دانشگاه، به شدت تحت تأثیر حزب توده می‌باشند.» میان سال‌های ۱۳۲۶ تا ۱۳۳۰ اعتصاب‌های موفقی به منظور اعتراض به حضور پلیس در دانشکده‌ها و اخراج دانشجویان، بهبود امکانات رفاهی و نیز پشتیبانی از مبارزه علیه انگلیس توسط دانشجویان صورت پذیرفت. «مصور»، مجلهٔ هفتگی معروف تهران، در اواسط سال ۱۳۳۰ نوشت که ۲۵ درصد از دانشجویان، اعضای مخفی حزب توده بوده و ۵۰ درصد دیگر هوادار آنند. همچنین مسئولان دانشگاه، در اواخر همان سال، هشدار می‌دادند که در نتیجهٔ تبلیغات دبیران دبیرستان‌ها، ۷۵ درصد دانشجویان تازه‌وارد، کمونیست هستند.
نفوذ حزب توده در میان روشنفکران گسترده‌تر بود. افزون‌بر نویسندگان برجسته‌ای چون بزرگ علوی، عبدالحسین نوشین، فریدون توللی، رسول پرویزی، جلال آل‌احمد، محمد قاضی، احمد آرام و ابراهیم گلستان، که در این سازمان فعالیت می‌کردند، چندین نویسنده و شخصیت ادبی مشهور دیگر نیز به ویژه در دورهٔ پیش از ۱۳۲۶، هوادار حزب توده بودند. از جمله این افراد، نیما یوشیج پدر شعر نوی فارسی، محمدتقی بهار، دموکرات کهنه‌کار و نمایندهٔ شعر کلاسیک، و صادق هدایت چهرهٔ برجستهٔ ادبیات فارسی معاصر را می‌توان نام برد. حزب در میان نویسندگان جوان بااستعداد و روشنفکران نه چندان معروف قدیم نیز هوادارانی به‌دست‌آورد، از جمله، صادق چوبک، نویسندهٔ مجموعه داستان‌های کوتاه خیمه شب بازی، به آذین (محمود اعتمادزاده)، مترجم و مقاله‌نویس نامدار، سعید نفیسی مترجم و استاد برجستهٔ ادبیات، محمدعلی افراشته شاعر و سردبیر هجونامهٔ معروف چلنگر، احمد شاملو شاعر مشهور و از مریدان به‌نام نیما یوشیج، محمد معین تاریخ‌نگار و استاد ادبیات فارسی، غلامحسین ساعدی نمایشنامه‌نویس، چهار تاریخ‌نگار به نام‌های یحیی آرین‌پور، مرتضی راوندی، مهدی بامداد و محمد تمدن و همچنین گروهی از شعرای نو مانند فخرالدین گرگانی، نادر نادرپور، نقی میلانی، مهدی اعتماد، محمد جواهری، محمد تفضلی، سیاوش کسرایی و زاغچه (اسم مستعار رهی معیری). به گفتهٔ تایمز لندن، به سال ۱۹۴۷ (۱۳۲۶) «حزب توده در اوج قدرت خود، با استعدادترین و فرهیخته‌ترین اعضای نسل جوان ایران را جذب کرد».و همچنین مجلهٔ فرانسوی ابزرواتور، در اواسط سال ۱۹۵۲ (۱۳۳۱)، نوشت: «دیپلمات‌های غربی پذیرفته‌اند که ۳۰ درصد روشنفکران ایرانی در حزب توده فعالیت می‌کنند و بقیه، به جز اندک افراد هوادار انگلیس و آمریکا، همه طرفدار آن حزبند.» از جمله زنانی که در شاخهٔ زنان حزب با عنوان تشکیلات دموکراتیک زنان ایران فعالیت داشتند می‌توان این افراد را نام برد، زهرا و تاج اسکندری از خانوادهٔ مشهور اسکندری، خدیجه کشاورز حقوق‌دان برجسته، صدیقه امیرخیزی از اعضای کهنه‌کار جنبش زنان، لورتا (وارتو تاریان) هنرپیشهٔ برجسته کشور و از اعضای گروه تئاتر نوشین و هما هوشمند راد سردبیر مجلهٔ حزبی «بیداری ما» که برای زنان منتشر می‌شد، همچنین مریم فیروز، اختر کامبخش، بدرالموک علوی و عالیه شرمینی.
کامیابی حزب توده در میان افسران ارتش، مسئله‌ای شگفت‌انگیز بود، چرا که ارتشیان به عنوان پایهٔ سلطنت، منزلت بالایی داشته و ایدئولوژی سلطنت‌طلبی و کمونیسم‌ستیزی در میان آنان تبلیغ می‌شد و نیز ارتباط با هرگونه حزب سیاسی، مجازات‌های سنگینی را می‌توانست برای آنان به همراه داشته باشد. سازمان نظامی حزب توده که در بدو تشکیل، توسط سرهنگ عزت‌الله سیامک و یک سروان پیشین ارتش به نام خسرو روزبه رهبری می‌شد، در سال ۱۳۲۹ با کمتر از ۱۰۰ عضو کار خود را آغاز کرد و در سال ۱۳۳۳، تعداد اعضای آن به بیش از ۵۰۰ تن رسید. پس از کشف سازمان نظامی به سال ۱۳۳۳، ۴۶۶ پرسنل آن در طی سه سال محاکمه شدند که شامل ۲۲ سرهنگ، ۶۹ سرگرد، ۱۰۰ سروان، ۱۹۳ ستوان، ۱۹ گروهبان و ۶۳ دانشجوی افسری می‌شدند.
مهم‌ترین موفقیت حزب توده در سازماندهی کارگران، به ویژه در خوزستان بود. در سال ۱۹۴۵ به گزارش انگلیسی‌ها، «شورای متحدهٔ کارگران و زحمتکشان» حزب توده، ۳۳ اتحادیهٔ وابسته در کشور و بیش از ۲۷۵٬۰۰۰ عضو داشت که ۷۵ درصد کل نیروی کار صنعتی کشور را شامل شده و حضور در اکثر ۳۴۶ کارخانه صنعتی مدرن کشور به‌شمار می‌رفت. شورای متحده، قدرت خود را در اردیبهشت ۱۳۲۵ در روز کارگر، با سازماندهی یک راهپیمایی بزرگ ۸۰٬۰۰۰ نفری در آبادان نشان داد و به دعوت حزب و این شورا، در ۲۲ تیرماه بیش از ۶۵٬۰۰۰ کارگر خوزستانی به یکی از بزرگ‌ترین اعتصابات صنعتی در ایران و خاورمیانه دست زدند. سفارت انگلیس ضمن خاطرنشان ساختن اینکه اتحادیه‌های کارگری حزب توده کنترل امور و ادارهٔ کامل منطقهٔ صنعتی خوزستان، پالایشگاه‌ها و لوله‌های نفتی را در اختیار دارند، نوشت «شرکت نفت ایران و انگلیس چارهٔ دیگری جز پذیرش خواست‌های صنفی کارگران ندارد.»حزب توده به دنبال این موفقیت‌ها بر دولت احمد قوام فشار آورد تا نخستین قانون کار پیشرفته در خاورمیانه را در دستور کار خویش قرار دهد. در این قانون، تعیین حداقل دستمزد براساس قیمت محلی مواد غذایی، منع کار کودکان، محدود شدن زمان کار روزانه به هشت ساعت، لزوم پرداخت حقوق برای روزهای جمعه و شش روز تعطیل سالانه، از جمله روز کارگر و اجازه‌دادن به اتحادیه‌ها در داشتن سازمان و تشکیلات و مذاکره با کارفرمایان وعده داده شده بود.
علی‌رغم موفقیت حزب در جذب کارگران شهری و طبقهٔ متوسط حقوق بگیر، این سازمان در جذب طبقهٔ متوسط مرفه یا مالک و خرده‌بورژوازی بازار، از جمله تجار کوچک، مغازه‌داران، بازرگانان، صاحبان کارگاه‌ها، صنعتگران مستقل و علما و روحانیون ردهٔ پایین، به رغم تلاشش، ناموفق بود. چنان‌که بازاریان در رده‌های بالاتر حزب حضور نداشتند، در رده‌های میانی حضور کمتر و در رده‌های پایینی پراکنده بودند. ناکامی حزب در میان این طبقه از جامعه را می‌توان با تضادهای اقتصادی میان کارگران و کارفرمایان و از سویی با اختلافات ایدئولوژیک میان اسلام روحانیت و رادیکالیسم غیر مذهبی مورد نظر حزب مارکسیست توده، مورد تبیین قرار داد. گرچه این حزب، اسلام را در کل «نیروی عظیمی برای آزادی بشر» و «پیشگام مساوات سوسیالیستی» می‌دانست و رهبران مذهبی را به عنوان «قهرمانان اصلی انقلاب مشروطه» می‌ستود و تأکید داشت که اکثریت اعضای حزب، مسلمان یا مسلمان زاده‌اند، به غیر از دو روحانی برجسته، عمدهٔ روحانیون نسبت به حزب توده بی‌اعتماد بودند؛ زیرا نه تنها مرام مارکسیستی داشت بلکه روشنفکران ضد روحانیت چون صادق هدایت را جذب و از سکولاریسم (دین زدایی)، حقوق برابر برای مسلمانان و غیر مسلمانان، حق رای زنان، ایجاد مدارس مختلط و کشف حجاب، پشتیبانی می‌کرد.
حزب توده، برای جذب توده‌های روستایی و دهقانان بسیار تلاش کرد. به‌طوری‌که در شعبه‌ها، مجلات و روزنامه‌های حزب، اغلب از برنامه‌های کشاورزی بحث می‌شد و کادرهای شهری حزب برای جذب روستاییان و برانگیختن آنان علیه زمین‌داران، به روستاها می‌رفتند، با این حال حزب، در جذب این قشر از جامعه نیز ناکام ماند و تنها در مناطق روستایی گیلان و مازندران یا روستاهای نزدیک شهرهای بزرگ هوادار داشت. دلیل این ناکامی را می‌توان در ساختار اجتماعی جمعیت روستایی ایران و تفاوت آن با کشورهایی که در آن شورشهای دهقانی گسترده‌ای در آن‌ها به وقوع پیوسته است، جست. درحالی‌که اهالی روستاهای ایران را اغلب زارعان سهم بر، کارگران بی‌زمین و افراد قبیله‌ای تشکیل می‌دادند، جمعیت روستایی کشورهای شاهد شورشهای دهقانی را طبقه مهم دهقانان «متوسط» زارع تشکیل می‌داد که صاحب زمین بودند. طبق برآورد دو جامعه‌شناس ایرانی، تنها ۵ درصد زمین‌های زراعی ایران به دهقانان تعلق داشت. دهقانان فقیر، چه نسق دار وچه خوش‌نشین، از لحاظ اقتصادی و اجتماعی تحت سلطه زمیندار و نمایندگانش –کدخدای روستا و مباشر- قرار داشتند و در نتیجه این وابستگی چنان بود که نمی‌توانستند نظم موجود را به مبارزه طلبیده و سر به شورش بردارند.

### در میان اقلیتهای مذهبی
حزب توده به دلیل مخالفت با قوانین شرعی اسلامی که حقوق بیشتری برای مسلمانان نسبت به سایر ادیان قائل بود در بین اقلیتهای مذهبی پرطرفدار بود. علی‌الخصوص یهودیان ایران دارای دید بسیار مثبتی نسبت به حزب توده بودند و این حزب به صورت مشخص با یهودستیزی اسلامی که در بین مردم ایران رایج بود مخالفت می‌کرد. حزب توده تنها حزبی در بین حزبهای ایران بود که با آغوش باز از یهودیان استقبال می‌کرد. همچنین بسیاری از یهودیان ایران جنبش بلشویک در شوروی را جنبشی یهودی می‌دانستند زیرا درصد زیادی از سران حزب بلشویک در روسیه یهودی زاده بودند. در درون کمیته مرکزی حزب توده یک نفر یهودی و در اداره نشریات آن ده نفر نویسنده طراز اول یهودی وجود داشتند. در حوزه‌های دانش آموزی، دانشجویی و حتی کارگری حزب توده بسیاری یهودیان شرکت فعال داشتند. بسیاری از رهبران کنونی و گذشته جامعه یهودیان ایران از اعضای حزب توده بوده‌اند. حزب همچنین توانسته بود برخی از نخبگان ارمنی‌ها و در نهایت صدها تن از افسران نظامی و انتظامی جوان و اهل مطالعه را هم به صفوف خود بکشاند

## انشعاب‌ها
در شهریور سال ۱۳۲۳ و اوج فرقه دمکرات آذربایجان و دخالت‌های ارتش سرخ در ایران، اتحاد جماهیر شوروی کافتارادزه را برای جلب نظر دولت ایران در زمینه «انعقاد قرارداد امتیاز نفت شمال ایران» به ایران فرستاد. حزب توده ایران تظاهراتی را در پشتیبانی از شوروی برگزار کرد. احسان طبری در آبان ۱۳۲۳ در مقاله‌ای گفت: «اگر ایران برای شرکت نفت ایران و انگلیس در جنوب ایران امتیازی قائل است، به یقین درست خواهد بود که برای همسایه شمالی -شوروی- هم در شمال کشور چنین امتیازی را در نظر بگیرد و این کار، حفظ موازنه منفی است». این سیاست هم‌سازی و هم‌راهی با سیاست شوروی که نفی منافع و مصالح ملی ایران را هدف قرار داده بود، عده‌ای از کادرهای برجسته حزب توده را به عصیان واداشت و در نتیجه انشعاب اول حزب شکل گرفت.
انشعاب بعدی در حزب توده مصادف شد با درگیری سیاسی و برخورد نظری در میان احزاب برادر اردوگاه سوسیالیست بر سر خط مشی اصلی و استراتژی سیاسی جنبش جهانی کمونیستی که در یک سوی آن در ابتدای امر، چین و کوبا و ویتنام و بسیاری از احزاب رادیکال انقلابی آسیا و آفریقا بودند و در سوی دیگر آن هم حزب کمونیست اتحاد شوری و اقمارش که رهبری حزب توده هم یکی از این احزاب دست‌نشانده و گوش به فرمان مسکو بود که در این جدال کاملاً به آن سمت رفت.
انشعاب سوم بعد از فروپاشی اتحاد جماهیر شوروی و شکست سیاست‌های حزب توده به رهبری کیانوری در ایران رخ داد. انشعاب سوم تیر خلاصی بود که به شقیقه سیاسی حزب توده وارد شد و آن زمان بود که گروه کامبخش و کیانوری به کمک سازمان اطلاعاتی شوروی و همراهی غلام یحیی دانشیان و فرقه دموکرات آذربایجان، رهبری حزب را غصب کردند و عناصری مانند ایرج اسکندری را که فرد تجددخواهی بود، نفی و طرد کردند.

## سازمان افسری و دوران پس از کودتا

تیرباران برخی اعضاء حزب توده پس از کودتا ۲۸ مرداد ۱۳۳۲

یک سال بعد از کودتا سازمان مخفی حزب در نیروهای مسلح که به سازمان نظامی حزب توده یا سازمان افسری معروف بود، کشف شد و بسیاری از اعضای آن با زندان و شکنجه و اعدام روبرو شدند. با آنکه پس از کودتا با رهبران جبهه ملی با مدارا رفتار شد و بیشتر آن‌ها به زندانهای کمتر از پنج سال محکوم شدند اما رفتار با توده ای خشن و شدیدتر بود. طی چهار سال بعدی که مخفیگاه‌های حزب توده به تدریج کشف می‌شد، نیروهای امنیتی چهل مقام حزبی را اعدام کردند، ۱۴ نفر دیگر را زیر شکنجه کشتند، ۲۰۰ نفر را به حبس ابد محکوم و بیش از ۳۰۰۰ تن از اعضای عادی حزب را دستگیر کردند. از اعضای سازمان نظامی حزب توده می‌توان به محمدعلی عمویی، ابوتراب باقرزاده، عباس حجری، تقی کی‌منش و رضا شلتوکی اشاره کرد که پس از تحمل ۲۵ سال زندان در آستانهٔ انقلاب ۱۳۵۷ آزاد شدند. پلنوم شانزدهم حزب در اسفند ماه ۱۳۵۷ این چهار نفر را به عضویت کمیتهٔ مرکزی حزب انتخاب کرد.

## ترورهای انتساب یافته به حزب
در بسیاری از اقداماتی که دستگاه امنیتی ساواک بعد از کودتای ۲۸ مرداد به حزب توده منسوب کرده است ردپای شبکه جاسوسی انگلستان در ایران شبکه بدامن و مظفر بقائی از مجریان کودتای ۲۸ مرداد و همدست شبکه بدامن به چشم می‌خورد. خسرو روزبه در بازجویی‌ها در زندان قزل‌قلعه به ایجاد یک تیم ترور به همراه سروان ابوالحسن عباسی و به قتل محمد مسعود و پنج تن از اعضای حزب توده که مشکوک به فروش اطلاعات حزبی بودند، اعتراف کرد. یکی از این چهار نفر، حسام لنکرانی، فرزند یک روحانی شناخته شده در آذربایجان بوده است. با اینحال روزبه در این اعترافات که به او منتسب شده، بر انجام ترورها، بدون اطلاع دادن به حزب و هنگامی که سازمان نظامی منحل شده و اعضای آن دیگر عضو حزب نبودند، تأکید دارد، این اعترافات در کتابی با نام «کمونیسم در ایران» انعکاس یافته به نظر می‌رسد «سرهنگ علی زیبایی» شکنجه گر معروف ساواک، نگارنده یا صرفاً گردآورنده آن باشد. شکل‌گیری تیم ترور از موضوعات جنجالی و مورد مناقشه بوده است که برخی از اعضای بخش میانه‌رو حزب آن را به بخش تندرو نسبت داده‌اند و به نظر می‌رسد که رهبری حزب از برخی با اطلاع و از برخی دیگر بی‌اطلاع بوده است. گزارشهای متفاوتی در این خصوص از اعضای حزب وجود دارد.

## در تبعید
حزب توده هر چند در سال‌های ۱۳۳۲–۱۳۵۷ به عنوان یک نیروی سیاسی علنی و قانونی در ایران حضور نداشت، ولی به عنوان یک جریان فکری در پی‌ریزی شالوده‌های فرهنگ لائیک در ایران نقشی مؤثر ایفا کرد.
در سالهای مهاجرت و استقرار دبیرخانه حزب توده ایران در آلمان شرقی، بنا به نوشتهٔ تحقیقی چارلی و رضا؛ از سازمان افسران حزب توده ایران تا سازمان امنیت آلمان شرقی، نوشته بهمن زبردست در شماره ۱۱۳ فصلنامه نگاه نو، محمد پورهرمزان و امیر شفابخش، از اعضای سابق سازمان افسران حزب توده ایران، با اشتازی همکاری می‌کردند و رویدادهای داخلی حزب را به این سازمان اطلاع می‌دادند.

## انقلاب اسلامی

دادگاه برخی از اعضای دستگیرشده حزب توده پس از انقلاب ۱۳۵۷ ایران.

سیاست حزب توده ایران در جهت حمایت از انقلاب ایران و ائتلاف با نیروهای ملی و مذهبی علیه نظام سلطنتی بود. حزب توده شعارهای ضدآمریکایی روح‌الله خمینی و طرفدارانش را وجه مشترک مهمی میان حزب توده و طرفداران خمینی می‌دانست. از نظر برخی، با توجه به اسناد موجود، این حزب توده بود که لفظ لیبرال را به معنای خائن و ضدانقلاب در دهانها انداخت و دولت مهندس بازرگان را نماینده امپریالیسم آمریکا خواند.
صلاحیت رهبران حزب توده ایران مانند کیانوری و محمد علی عمویی و تعدادی دیگر برای انتخابات مجلس اول تأیید شد و این در حالی بود که ایدئولوژی حزب توده از سوی حکومت جدید به کفر تعبیر می‌شد.
علی اکبر هاشمی رفسنجانی در خاطرات خود چندین بار به ملاقات با کیانوری و محمد علی عمویی در منزل شخصی خود اشاره می‌کند.
حزب توده تلاش گسترده‌ای را برای تجهیز نیرو در جامعه آغاز کرد و با موفقیت رو به رو شد. حزب توده که فعالیت خود در جامعه را پس از ۲۵ سال سرکوب حکومت شاه آغاز می‌کرد، با وجود شمار کم کادرها توانست هزاران نفر را در صفوف خود منسجم کند. انتشار ده‌ها نشریه و انبوهی از کتب، فضای جامعه را دگرگون کرد و تأثیرات مهمی را بر جای گذاشت و نسل نوینی را تربیت کرد.
جا افتادن شعارهایی همچون اجرای اصلاحات ارضی، ملی کردن تجارت خارجی، و همچنین بسیاری از دیگر شعارها، ثمره کار معنوی حزب توده در آغاز انقلاب است.
حزب توده در عرصه سازمان‌دهی کارگران توانست فعالیت‌های چشمگیری را انجام دهد. ایجاد سندیکاها و اتحادیه‌های کارگری و آشنایی کارگران با حقوقشان تا آنجا جلو رفت که در دهه ۱۳۶۰، با وجود تلاش‌های وزیر کار وقت، احمد توکلی و حمایت سید روح‌الله خمینی، جمهوری اسلامی نتوانست قانون کار خود را به کارگران تحمیل کند.
مبارزه کارگران حتی پس از یورش جمهوری اسلامی به حزب توده و دستگیری شماری از رهبران جنبش کارگری ادامه یافت و با پس گرفتن قانون کار و بیرون انداختن توکلی از وزارت کار به سر انجام رسید.
سیدعلی خامنه‌ای می‌گوید:
«در یک برهه از زمان و در همان اوایل انقلاب همه چیز در تیول حزب توده بود… چنین حالتی را من و هر کسی در اوایل انقلاب حس می‌کرد که توده‌ای‌ها و جریان چپ، به خصوص حزب توده بر همه چیز مسلط بودند و اصلاً حرکت انقلاب را می‌خواستند منحرف کنند…».
حزب توده، در سال‌های پس از انقلاب، تلاش همه‌جانبه‌ای را برای اتحاد نیروهای سیاسی و ایجاد جبهه متحد خلق سازماندهی کرد. حزب توده معتقد بود که می‌توان با شرکت خمینی و هوادارانش و همچنین سازمان چریک‌های فدایی خلق ایران و سازمان مجاهدین خلق ایران و حزب دموکرات کردستان جبهه واحد خلق را برای تعمیق دستاوردهای انقلاب پایه‌ریزی کند که این امر محقق نشد.
«تأکید بیش از حد حزب توده ایران بر سیاست اتحاد با طرفداران خمینی، در برخی موارد، به ایجاد تنش و دشواری در روابط با احزاب و سازمان‌های دیگر منجر شد که از جمله می‌توان از رابطه با حزب دمکرات کردستان نام برد. با یورش نیروهای حاکمیت جدید به کردستان و آغاز درگیری‌های نظامی، خطرات جدی مداخله خارجی و شکست انقلاب در آن مقطع حزب توده ایران را بر آن داشت که از طرفین درگیر بخواهد به برخوردهای نظامی پایان دهند».

### حمایت همه‌جانبه حزب از انقلاب و «خط امام»
توده‌ای هستم و همراه امام، ماندگارم که زمان است به کام»
نورالدین کیانوری، دبیر اول حزب توده در نشست پرسش و پاسخ ۲۰ شهریور ۱۳۶۱ خورشیدی.

حزب توده ایران در دوران انقلاب ایران از رهبری روح‌الله خمینی پشتیبانی نمود و تا جایی پیش رفت که حتی صادق خلخالی را به عنوان نامزد خود در انتخابات مجلس معرفی کرد. کیانوری دبیر اول کمیتهٔ مرکزی حزب توده در جلسات هفتگی پرسش و پاسخ که اوایل انقلاب برگزار می‌شد، در پاسخ به این پرسش که علت حمایت حزب توده از خلخالی چیست، گفت: «خلخالی خدمات پرارزشی در زمینه قلع و قمع ضدانقلاب، جنایت‌کاران و سرسپردگان رژیم گذشته دارد. ما زمانی گفتیم به خلخالی رأی می‌دهیم که کار او، به‌عنوان دادستان کل انقلاب، جنبه‌های مثبت فراوانی داشت. او با شجاعتی بی‌نظیر، چند صد نفر از مهم‌ترین مهره‌های امپریالیسم را به جوخه اعدام سپرد و با این کار، صدها بار حکم اعدام خود را نیز از سوی ضدانقلاب صادر کرد.»
حزب توده ایران، بر اساس ادعای خودشان که از ابتدای تأسیسش همواره با پیشرفته‌ترین خواست‌های جنبش زنان ایران گره خورده بود، برای نشان دادن همراهی هرچه بیشتر با روحانیون سنتی حاکم، زنان را تشویق به سر کردن «چادر ضدامپریالیستی» کرد و به زنان ایرانی توصیه کرد تا به «کلاس‌های خیاطی و آشپزی» بروند. تشکیلات دمکراتیک زنان حزب توده در اطلاعیه‌های خود در سال‌های اول انقلاب از قول زنان اعلام آمادگی کرد که آنان برای مقابله با هرگونه «تجاوز امپریالیسم آمریکا» حاضرند آموزش نظامی بگیرند و تا پای جان از «انقلاب اسلامی» دفاع کنند. حتی «جامعه انقلاب اسلامی زنان» که پایه‌گذارش اعظم طالقانی بود به مراتب تندتر از حزب توده از بی‌حقوقی زنان انتقاد می‌کرد و از حق زنان برای نشستن بر مسند ریاست جمهوری سخن می‌گفت.
رهبران حزب توده «تمام و کمال» در کنار حکومت تازه تأسیس حاصل از انقلاب ۱۳۵۷ ایستادند و نقطه اشتراک خود را دشمنی با ایالات متحده آمریکا خواندند. در ماجرای گروگانگیری در سفارت آمریکا، حزب توده از نیروهای مخالف آزادی گروگان‌های آمریکایی بود. از نظر آنها، دانشجویان پیرو خط امام را «جوانان مبارزی» خواند که «بیانگر صبر به پایان رسیده مردم در نبرد با امپریالیسم» بودند.
حزب توده همچین در دستگیری و اعدام صادق قطب‌زاده نقش مهمی ایفا کردند. همچنین، بنابر روایتی، آنها نقش کلیدی در فاش شدن کودتای نوژه داشتند. اما رهبران حکومت تازه تأسیس جمهوری اسلامی این همراهی یک سویه را برنتافتند و بی‌نیاز از آن با کمونیست‌هایی که به قول آن‌ها حامل «افکار الحادی» بودند، بر سر یک سفره ننشستند. پس از حذف دیگر گروه‌های سیاسی نوبت به حزب توده رسید. رهبران و کادرهای حزب دستگیر و روانه زندان‌ها شدند تا اندکی بعد تعدادی از آن‌ها که بیش از یک ربع قرن در زندان‌های حکومت شاهنشاهی مقاومت کرده بودند، تن به اعترافات تلویزیونی و مکتوب دادند و بسیاری از رهبران و هواداران نیز به جوخه‌های اعدام سپرده شدند.

## درخواست سلاح از رهبری حزب کمونیست اتحاد شوروی توسط نورالدین کیانوری
بنا به پژوهش بهمن زبردست که در آن اسناد محرمانه حزب کمونیست اتحاد شوروی بازنشر شده، کیانوری، بدون اطلاع رهبری حزب توده ایران دوبار، نخست در مرداد ۱۳۵۸ و بار دوم یک سال بعد، در سفر به شوروی، درخواست تسلیحاتی از چهار نوع اصلی: تپانچه، مسلسل، نارنجک‌انداز و نارنجک به‌شمار چند هزار عدد را نموده بود، اما رهبری حزب کمونیست اتحاد شوروی با این درخواست موافقت نکرده بودند.

## سرکوب
علی‌رغم حمایت حزب توده از انقلاب ایران در مقاطعی حساس از جمله در کودتای نوژه و جنگ ایران و عراق، اواخر سال ۱۳۶۱ و سال ۱۳۶۲، بسیاری از رهبران، اعضا و هواداران حزب به بهانه طرح کودتا دستگیر شدند. چند ماه بعد در اعترافات تلویزیونی ضبط شده در زندان که دستگاه‌های اطلاعاتی جمهوری اسلامی ترتیب داده بود و از تلویزیون ایران پخش شد، عده‌ای از رهبران زیر فشار شکنجه در تلویزیون اعترافاتی کردند (از جمله اعتراف به جاسوسی برای شوروی) نخستین برنامه از این سری برنامه‌ها در اردیبهشت ماه ۱۳۶۲ و با حضور کیانوری و همچنین به آذین برگزار شد. کیانوری، تکیده و درهم شکسته، اظهار داشت که حزب توده از آغاز تأسیس در ۱۳۲۰ تا به حال، ابزاری برای جاسوسی و خیانت بوده است. هشت عضو دیگر کمیته مرکزی از جمله محمدعلی عمویی زندانی سیاسی مشهور که ۲۴ سال را در زندان حکومت پهلوی گذرانده بود، نیز در برنامه‌های بعدی بر پرده تلویزیون ظاهر شدند و به نفی خود و اعترافاتی مشابه پرداختند. در میانه بازجویی‌ها تقی کی‌منش و ۱۳ تن دیگر از اعضای حزب درگذشتند و از این رو در میزگردهای تلویزیونی دیده نشدند.
در اواخر سال ۱۳۶۲، ۱۰۱ تن از متهمان در یک دادگاه ویژه نظامی در محلی نامعلوم که قاضی آن محمد ری‌شهری بود حضور یافتند. در میان متهمان چند فرد شاخص وجود داشت: دریادار بهرام افضلی فرمانده فاتح نیروی دریایی ایران، سرهنگ هوشنگ عطاریان فرمانده فاتح جبهه غرب و دیرتر دستیار ویژه وزارت دفاع، سرهنگ بیژن کبیری فرمانده یگان‌های کماندویی ویژه (کلاه سبزها) و فرمانده فاتح عملیات جنوب و شکستن محاصره آبادان در جنگ ایران و عراق، سرهنگ حسن آذرفر استاد دانشکده افسری، سرهنگ رحیم شمس، سرهنگ سیف‌الله غیاث‌وند و سرهنگ ابوالقاسم افرایی. با وجود تدارکات بسیار، پیشبرد محاکمه به خوبی برنامه‌های ندامت علنی پیشین نبود و برخی متهمان اعترافات امضا شده خود را پس گرفته و دیگران نیز آ نرا بسیار تعدیل کرده بودند. برخی حتی توانستند خبر بازداشت همسر یا فرزندانشان را در لابلای جریان دادگاه به گوش عموم برسانند. افضلی اتهام جاسوسی را رد کرد و گفت که پس از دستگیری از وجود چنین فعالیت‌هایی خبردار شد است. وی که همچون دیگر متهمان وکیل نداشت، از قاضی خواست تا وظیفه دفاع از او را به این دلیل که خود اشرافی بر مقولات حقوقی ندارد، به عهده بگیرد.
دادگاه، احکام نابرابری صادر کرد چنان‌که، ۱۰ نفر به مرگ، ۶ تن به حبس ابد، ۱۲ نفر به حبس‌های پانزده تا سی سال، ۱۹ نفر به زندان‌های هشت تا چهارده سال، ۸ تن تا هفت سال، ۳۰ تن تا پنج سال و ۱۳ تن تا کمتر از پنج سال محکوم شدند. گروهی از محکومان از جمله شاخه نظامی حزب مانند دریادار افضلی، سرهنگ عطاریان، کبیری و آذرفر، در بهمن ۱۳۶۳ اعدام شدند و ۱۹ تن، شامل دو نفر که دوران محکومیتشان به سر آمده بود، به همراه دیگر اعدامیان جمعی کشتار سال ۱۳۶۷، اعدام شدند.
عباس حجری، منوچهر بهزادی، محمدعلی رصدی، محمد پورهرمزان، مهدی کیهان، انوشیروان ابراهیمی، فرج‌الله میزانی، آصف رزم‌دیده و حسین جودت از این گروه بودند. کیانوری و عمویی برای یک دهه در حبس ماندند و پس از رهایی از زندان خاطرات خود را بدون ذکر تجربه آخر (زندان جمهوری اسلامی) به رشته تحریر درآوردند. خاطرات کیانوری، با نظارت حکومت بر محتوای آن به چاپ رسید. افراد دیگر چون شلتوکی و آوانسیان در زندان درگذشتند. مهدی پرتوی مورد عفو قرار گرفت، احسان طبری نیز که اعترافات آن مبنی بر نفی مارکسیسم و مسلمان شدن وی از تلویزیون پخش شده بود، پس از گذران چندین سال به دور از خانواده خود و در انزوای کامل در زندان، در سال ۱۳۶۸ درگذشت. اما مطبوعات دولتی تا پیش از مرگ وی، این شبهه را در خوانندگان ایجاد کردند که او در حال به سر بردن در خانه خود و ترتیب دادن مصاحبه‌های مطبوعاتی است.
در سال ۱۳۶۸ و پس از پایان اعدام‌های دسته جمعی سال قبل، حکومت به مسئول کمیسیون ویژه وقت سازمان ملل متحد «گالیندو پُل» (Galindo Pohl) اجازه داد تا از زندان اوین دیدن کند. در این دیدار، کیانوری از سلولش، در مورد چگونگی شکنجه خود و همسرش مریم فیروز برای اخذ اعترافات نادرست و فرمایشی، با گالیندو پل سخن به میان آورده و بازوی شکسته خود را برای اثبات آن به او نشان داد. پُل در گزارش خود همچنین دربارهٔ مریم فیروز نوشت که به دلیل مورد ضرب و شتم قرار گرفتن در چند سال پیش، در شنیدن، خوردن غذا و نشستن مشکل داشته است.
هاشمی رفسنجانی از چهره‌های سرشناس حکومت اسلامی در هنگام سرکوبی، بعدها در مصاحبه‌ای با روزنامه همشهری عنوان نمود که برخورد با حزب توده و اعدام اعضای حزب توده بهتر بود که انجام نمی‌شد. وی در این مصاحبه می‌گوید: «اگر آن کار را نمی‌کردیم، بهتر بود. ما حزب توده را زیر نظر داشتیم. من برای این حرف که آن‌ها به فکر کودتا بودند، دلیلی پیدا نکردم.»

## سال‌های اخیر
علی خاوری پس از دستگیری‌های دهه ۱۳۶۰ تنها عضو باقی‌مانده از هیئت سیاسی و هیئت دبیران وقت کمیته مرکزی حزب بود. در پلنوم هجدهم کمیته مرکزی حزب توده ایران و در آذر ماه ۱۳۶۲، در براتیسلاوا به عنوان دبیر اول حزب انتخاب شد.
با تلاش خاوری و با حمایت حزب دموکراتیک خلق افغانستان، همهٔ رهبران و کادر باقی‌مانده حزب توده ایران در سال ۱۳۶۴ در کنفرانس ملی حزب توده ایران در کابل شرکت کردند و بعد از ضربات سنگین سال‌های ۱۳۶۱–۱۳۶۲ برای نخستین بار زیر یک سقف نشستند. کنفرانس ۱۰ نفر را به عنوان هیئت سیاسی حزب توده ایران برگزید. از کنفرانس ملی سال ۱۳۶۴ به بعد تقریباً هر ۶ سال یک بار، کنگره ادواری حزب برگزار شده است.
- کنگرهٔ اول حزب تودهٔ ایران، ۱۰ مرداد ۱۳۲۳
- کنگرهٔ دوم حزب تودهٔ ایران، ۵ اردیبهشت ۱۳۲۷
- کنفرانس وحدت حزب تودهٔ ایران با فرقهٔ دموکرات آذربایجان، پلنوم هفتم، ۲۸ تیر ۱۳۳۹
- کنفرانس وحدت حزب تودهٔ ایران با فرقهٔ دموکرات آذربایجان، پلنوم هشتم، ۱۱ مرداد ۱۳۳۹
- کنفرانس ملی حزب تودهٔ ایران، خرداد ۱۳۶۵
- کنگرهٔ سوم حزب تودهٔ ایران، بهمن ۱۳۷۰
- کنگرهٔ چهارم حزب تودهٔ ایران، بهمن ۱۳۷۶
- کنگرهٔ پنجم حزب تودهٔ ایران، مهر ۱۳۸۲
- پلنوم وسیع کمیته مرکزی در سال ۱۳۸۷
- کنگرهٔ ششم حزب تودهٔ ایران، بهمن ۱۳۹۱[۷۷]
- کنگرهٔ هفتم حزب تودهٔ ایران (کنگرهٔ علی خاوری)، خرداد ۱۴۰۱[۱۰]

در حال حاضر نیز حزب تودهٔ ایران به فعالیت ادامه می‌دهد و نشریهٔ «نامهٔ مردم» ناشر نظرات حزب است. صدر حزب علی خاوری در اسفند ۱۳۹۹ درگذشت. محمد امیدوار به عنوان سخنگوی کمیتهٔ مرکزی حزب فعالیت می‌کند.

## دبیر اول حزب توده ایران
- نخستین دبیر اول حزب توده ایران سلیمان میرزا اسکندری از رهبران با سابقه اجتماعیون عامیون خود از بنیانگذاران حزب بود.
- دومین دبیر اول حزب توده ایران رضا رادمنش (۱۳۲۶–۱۳۴۷) استاد فیزیک اتمی بود. در جریان تیراندازی به شاه در ۱۵ بهمن ۱۳۲۷ و یورش به حزب توده ایران، همراه با بخشی از رهبری حزب که تحت تعقیب امنیتی قرار گرفته بود از کشور خارج شد و در مسکو استقرار یافتند.
- سومین دبیر اول حزب توده ایران محمد بهرامی بود که از ۱۳۲۷–۱۳۳۲، تا کودتای ۲۸ مرداد ۱۳۳۲ این مسئولیت را داشت. بهرامی نیز در فاصله بسیار کوتاهی پس از بیرون آمدن از زندان دچار ایست قلبی شد و درگذشت.
- پس از کودتای ۲۸ مرداد و دستگیری‌ها و اعدام‌ها، رهبری حزب بازسازی خود را در خارج از کشور آغاز کرد.
- چهارمین دبیر اول حزب توده ایران ایرج اسکندری (۱۳۴۷–۱۳۵۷) بود که تا آستانه انقلاب ۵۷ بر سر این مسئولیت بود.
- پنجمین دبیر اول حزب توده ایران نورالدین کیانوری (۱۳۵۷–۱۳۶۲) بود.
- ششمین دبیر اول حزب توده ایران علی خاوری بود. پس از یورش (۱۳۶۱–۱۳۶۲) به حزب توده ایران، همراه با بخشی از رهبری حزب که تحت تعقیب امنیتی قرار گرفته بود علی خاوری بازسازی رهبری حزب را سازمان داد. علی خاوری در پلنوم هجدهم کمیته مرکزی حزب توده ایران به عنوان دبیر اول (۱۳۶۲–۱۳۸۷) انتخاب شد. پس از وی محمد امیدوار به عنوان سخنگوی کمیتهٔ مرکزی حزب توده ایران فعالیت می‌کند.

## خاطرات اعضای حزب توده ایران
یکی از مهم‌ترین منابع بررسی تاریخ حزب توده ایران، خاطرات اعضای این حزب است که جزو پرشمارترین خاطرات اعضای جریانهای سیاسی تاریخ معاصر ایران نیز هست. بهمن زبردست فهرستی شامل ۲۲۹ عنوان از کتابهای خاطرات اعضای حزب توده ایران را گردآوری کرده که در مقالهٔ کتاب‌شناسی خاطرات اعضای حزب توده ایران در شمارهٔ ۱۲۲ فصلنامهٔ نگاه نو منتشر شده است.